# Jumong
Jumong (hangul: 주몽) é uma série de televisão sul-coreana exibida pela MBC TV de 15 de maio de 2006 a 6 de março de 2007, estrelada por Song Il-gook, Han Hye-jin, Kim Seung-soo e Song Ji-hyo.
A série examina a vida de Jumong, fundador do reino de Goguryeo. Poucos detalhes foram encontrados no registro histórico sobre Jumong, muito da série é ficcionalizada. Os elementos fantásticos que cercam a lenda original de Jumong (como os que dizem respeito ao seu nascimento) foram substituídos por eventos mais fundamentados na realidade. Jumong é considerado parte da onda coreana (Hallyu), com índices de audiência no Irã superiores a 80%.

## Enredo
Após a conquista de Gojoseon pela dinastia Han em 108 a.C., as tribos sobreviventes e cidades-estados da Manchúria e da Península do Norte da Coreia são duramente subjugadas como tributárias dos Han, que são retratadas como governantes com punho de ferro dos Quatro Mandamentos. Haemosu, o líder da resistência local na forma do Exército Damul, encoberta clandestinamente com o Príncipe Geumwa de Buyeo para defender e resgatar os refugiados de Gojoseon em toda a terra. Depois de ser ferido em uma batalha, Haemosu é resgatado por Lady Yuhwa da tribo Habaek (a quem Geumwa se interessou), e eles se apaixonam. Haemosu é subseqüentemente emboscado e capturado pelas forças de Han (e depois de cair de um penhasco é considerado morto pelo mundo exterior), e a agora grávida Lady Yuhwa é forçada a procurar abrigo em Buyeo, onde se torna a concubina de Geumwa e dá à luz Haemosu filho, Jumong.
Vinte anos depois, o jovem Jumong é um príncipe fraco e covarde, ofuscado e desprezado por seus meio-irmãos mais velhos Daeso e Youngpo, que estão disputando a herança do trono Buyeo de seu pai (o agora rei Geumwa). Depois de escapar de uma tentativa de assassinato de seus meio-irmãos, Jumong deixa o palácio e, por uma reviravolta do destino, encontra seu pai, o agora idoso Haemosu em estado selvagem. Jumong se torna habilidoso em combate sob a tutela secreta de Haemosu, mas não tem consciência de seu relacionamento pai-filho. Ao mesmo tempo, Jumong forma uma relação próxima com Lady Soseono do clã comercial de Gyeru, Jolbon. Após o assassinato de Haemosu por Daeso e Youngpo, Jumong aprende a verdade e promete vingar seu pai e expulsar os Han. Ele retorna a Geumwa e lidera o exército Buyeo em uma campanha contra Lintun e Zhenfan Commanderies, mas é dado como desaparecido em ação e supostamente morto após uma lesão na batalha. Posteriormente, Daeso toma o poder em Buyeo conluindo com Xuantu Commandery e força Soseono a ser sua rainha. Em desespero, Soseono desposa seu parceiro comercial Wootae (sem saber que Jumong ainda está vivo). Jumong, no entanto, é resgatado pela tribo Hanbaek e cuidou de volta à saúde por Lady Yesoya, com quem ele se casa. Eles retornam à Buyeo e Jumong finge servidão a Daeso, ganhando assim sua confiança. Com a guarda de Daeso abaixada, Jumong e seus tenentes conseguem interceptar e liderar um grande grupo de refugiados de Gojoseon nas florestas do Monte Bongye, onde eles estabelecem uma fortaleza e reformam o Exército de Damul, contra a vontade de Daeso. Apesar disso, Daeso detém Lady Yuhwa e Yesoya enquanto grávida de seu filho Yuri como refém no palácio. Após o eclipse solar, Geumwa recuperou o poder de Daeso com a ajuda do primeiro-ministro. Ele tentou convencer Jumong a voltar ao palácio e dispersar o Exército de Damul como parte das condições dadas pelo primeiro-ministro em troca de sua reintegração. Jumong recusou a oferta e o primeiro-ministro tentou eliminar ele e seus homens.
Nos próximos três anos, o exército de Damul cresce e começa a unir várias tribos locais, para o desconforto de Buyeo e Han. Após a morte de Wootae em batalha, Jumong e Soseono formam uma aliança e unem os cinco clãs de Jolbon e do Exército de Damul em uma única entidade poderosa, que consegue conquistar o Comando de Xuantu e estabelecer o Reino de Goguryeo. Quando Yesoya e Yuri são dados como desaparecidos de Buyeo (e supostamente mortos), um Jumong de luto casou com Soseono e eles se tornaram rei e rainha da nova nação.
Depois de governar Goguryeo por quinze anos, Jumong consegue se reunir com Yesoya e Yuri (que estava vivendo no exílio depois de escapar do palácio). Após o assassinato de Geumwa por mercenários han, o recém-coroado Rei Daeso forma uma aliança com Jumong, e os exércitos combinados de Goguryeo e Buyeo conseguem conquistar o Comando de Liaodong com total aniquilação do exército Han na Manchúria. Com a missão vitalícia de Jumong finalmente concluída e para evitar conflitos internos devido ao retorno de Yuri, Soseono parte de Goguryeo e vai para o sul com a facção pró-Jolbon e seus filhos adolescentes (com Wootae) Biryu e Onjo, que posteriormente encontraram o Reino de Baekje na península coreana. A Buyeo eventualmente entra em colapso após a morte de Daeso no campo de batalha nas mãos do neto de Jumong, Muhyul. Jumong continua lutando contra Han China para consolidar seu reino, e morre aos 40 anos depois de passar a coroa de Goguryeo para Yuri.

## Elenco
- Song Il-gook como príncipe Jumong
- Han Hye-jin como senhora Soseono
- Kim Seung-soo como príncipe Daeso
- Jun Kwang-ryul como rei Geumwa
- Oh Yeon-soo como senhora Yuhwa (mãe de Jumong)
- Kyeon Mi-ri como rainha Wonhu
- Song Ji-hyo como senhora Ye So-ya (primeira esposa de Jumong)
- Park Tam-hee como senhora Yang Seo-ran
- Ahn Yong-joon como Yuri
  - Jung Yun-seok como Yu-ri (jovem)
- Kim Byung-ki como Yeon Ta-bal
- Jin Hee-kyung como alta sacerdotisa Yeo Mi-eul
- Lee Jae-yong como primeiro-ministro Bu Deukbul
- Heo Joon-ho como geral Hae Mosu
- Won Ki-joon como príncipe Young-po
- Bae Soo-bin como Sa-yong
- Kang Eun-tak como Chan-soo
- Im So-yeong como Bu-young
- Yoon Dong-hwan como Yang-jung
- Oh Uk-chul como Baron Hwang
- Yeo Ho-min como geral Oi]]
- Ahn Jeong-hoon como Ma-ri
- Im Dae-ho como Hyeop-bo
- Lee Kye-in como Mo Pal-mo
- Seo Beom-sik como Moo-gol
- Kim Min-chan como Mook-geo
- Cha Kwang-soo como Jae-sa
- Park Kyung-hwan como Bu Beon-no
- Park Nam-hyeon como Na-ru
- Jeong Ho-bin como Woo-tae
- Lee Jae-suk como Biryu
- Kim Seok como Ohnjo
- Lee Won-jae como Do-chi
- Kwon Yong-woon como Moo-song
- Oh Ji-young como Jonggo
- Jo Myung-jin como Muduk
- Lee Seung-ah como Chun-rang
- Han Hee-jin como In-rang
- Kim Nan-hee como Ji-rang
- Min Ji-young como gisaeng
- Kim Ho-young como Ma-ga
- Kim Won-suk como Song-joo
- Son Ho-kyoon como Heukchi
- No Hee-ji como So-ryeong
- Jeong Han-heon como Kye-pil
- Jang Hyo-jin como Baek Sun-in
- Hwang Bum-sik como Jin-yong
- Park Jong-kwan como Song-yang, chefe da tribo Biryu
- Bae Do-hwan como Tae Ma-jin, o atendente do príncipe Young-po
- Baek Na-young como Yeon Chae-ryeong
- Kim Jin-ho como Yang-tak
- Ha Yong-jin como Dong-sun
- Yoon Seo-hyun como Han-dang
- Lee Hwan como Sang-chun
- Han Kyung-sun como a dama da corte
- Yoo Hee-jung como a dama da corte
- Song Gui-hun como Bul-gae
- Kwon Eun-ha como Mauryeong
- Kang Moon-hee como Hyun-moo
- Dan So-young como Yoo-sung
- Jeon Ha-eun como Byeo Ri-ha
- Lee Sung como Hae Byeol-chan
- Hong Soon-chang como Jin Joong-moon
- Lee Chang-hwan como o chefe da tribo
- Park Geun-hyung como Hae Boo-roo
- Shin Joon-young como Bae-mang
- Han In-su como o chefe da tribo
- Kim Yong-hee como Sul-tak
- Oh Seung-yun como Chun-doong
- Son Sun-geun como Man-ho
- Lee Won-yong como cartomante
- Moon Hee-won como ex-governador geral
- Yun Yong-hyeon como Boo Wi-yeom
- Jang Hee-woong como Ha Hoo-chun
- Samuel Kang como guerreiro

## Produção

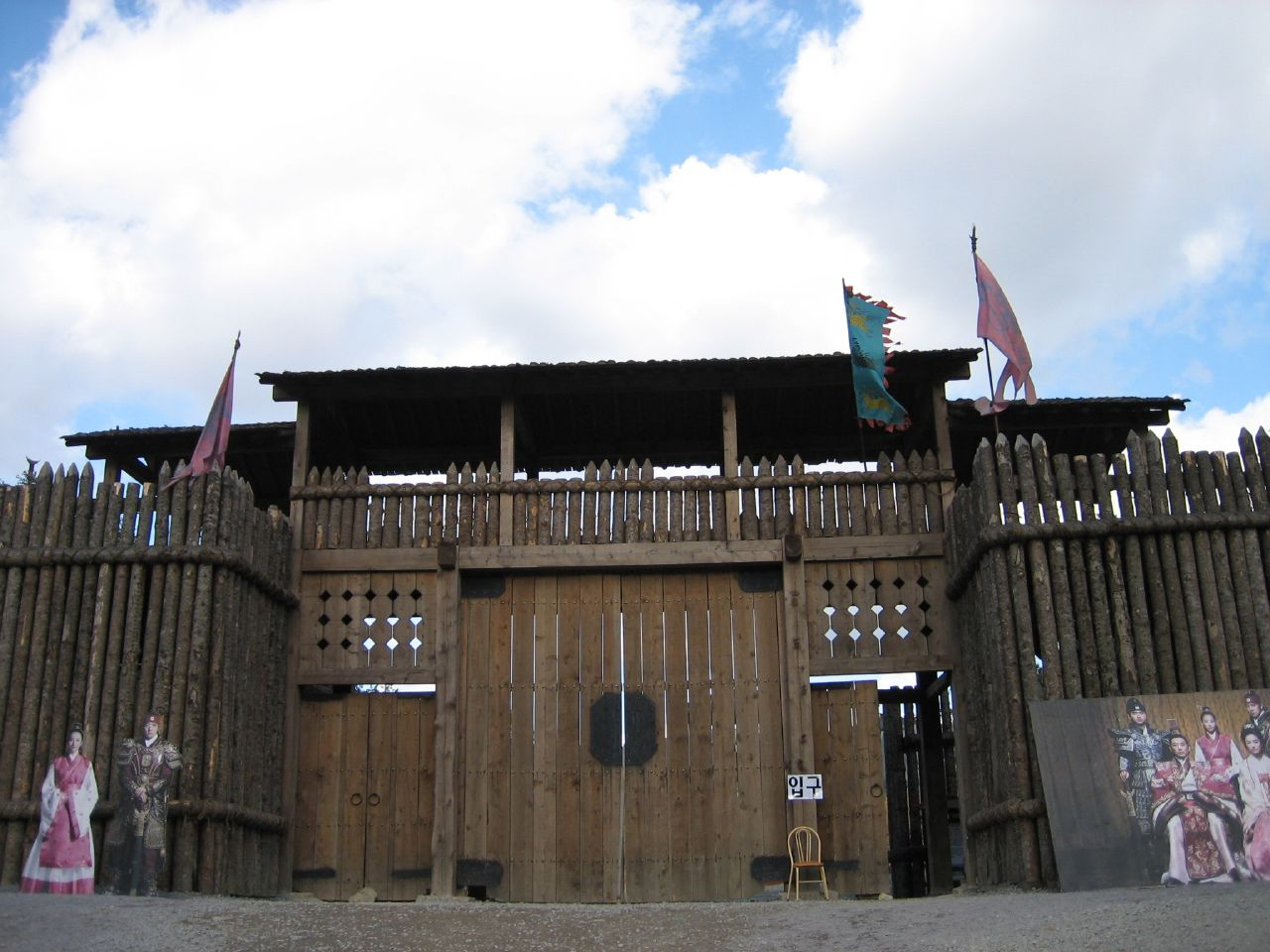
Set de filmagem de Jumong no Yongin Daejanggeum Park

Jumong foi filmado em locações no MBC Dramia em Cheoin-gu, Yongin, província de Gyeonggi, onde outros dramas do período (como Dong Yi, Moon Embracing the Sun e Queen Seondeok) também foram filmados.

## Classificações
| Data de transmissão original | Episódio | Em todo o território nacional | Seul   |
| ---------------------------- | -------- | ----------------------------- | ------ |
| 2006-05-15                   | 1        | 16.3%                         | 17.5%  |
| 2006-05-16                   | 2        | 18.4%                         | 19.2%  |
| 2006-05-22                   | 3        | 21.8%                         | 23.6%  |
| 2006-05-23                   | 4        | 25.3%                         | 26.6%  |
| 2006-05-29                   | 5        | 28.0%                         | 29.9%  |
| 2006-05-30                   | 6        | 28.7%                         | 29.6%  |
| 2006-06-05                   | 7        | 27.9%                         | 29.2%  |
| 2006-06-06                   | 8        | 32.3%                         | 33.7%  |
| 2006-06-20                   | 9        | 29.4%                         | 30.7%  |
| 2006-06-26                   | 10       | 33.2%                         | 35.3%  |
| 2006-06-27                   | 11       | 32.9%                         | 34.8%  |
| 2006-07-03                   | 12       | 36.4%                         | 38.1%  |
| 2006-07-04                   | 13       | 37.6%                         | 38.8%  |
| 2006-07-10                   | 14       | 35.8%                         | 37.5%  |
| 2006-07-11                   | 15       | 37.2%                         | 38.8%  |
| 2006-07-17                   | 16       | 40.1%                         | 42.8%  |
| 2006-07-18                   | 17       | 38.7%                         | 39.9%  |
| 2006-07-24                   | 18       | 39.6%                         | 41.1%  |
| 2006-07-25                   | 19       | 39.9%                         | 40.5%  |
| 2006-07-31                   | 20       | 35.1%                         | 36.1%  |
| 2006-08-01                   | 21       | 36.8%                         | 38.2%  |
| 2006-08-07                   | 22       | 37.3%                         | 37.9%  |
| 2006-08-08                   | 23       | 37.4%                         | 38.9%  |
| 2006-08-14                   | 24       | 35.5%                         | 35.8%  |
| 2006-08-15                   | 25       | 39.3%                         | 40.7%  |
| 2006-08-21                   | 26       | 38.1%                         | 39.6%  |
| 2006-08-22                   | 27       | 39.5%                         | 40.0%  |
| 2006-08-28                   | 28       | 40.3%                         | 41.7%  |
| 2006-08-29                   | 29       | 40.3%                         | 40.9%  |
| 2006-09-04                   | 30       | 39.7%                         | 40.6%  |
| 2006-09-05                   | 31       | 40.3%                         | 41.4%  |
| 2006-09-11                   | 32       | 39.3%                         | 40.6%  |
| 2006-09-12                   | 33       | 38.5%                         | 39.2%  |
| 2006-09-18                   | 34       | 39.5%                         | 40.3%  |
| 2006-09-19                   | 35       | 43.0%                         | 43.9%  |
| 2006-09-25                   | 36       | 42.8%                         | 43.9%  |
| 2006-09-26                   | 37       | 43.6%                         | 44.4%  |
| 2006-10-02                   | 38       | 42.6%                         | 43.2%  |
| 2006-10-03                   | 39       | 44.9%                         | 44.8%  |
| 2006-10-09                   | 40       | 44.2%                         | 45.0%  |
| 2006-10-10                   | 41       | 43.6%                         | 43.8%  |
| 2006-10-16                   | 42       | 43.1%                         | 43.6%  |
| 2006-10-17                   | 43       | 42.4%                         | 42.2%  |
| 2006-10-23                   | 44       | 44.5%                         | 45.4%  |
| 2006-10-24                   | 45       | 45.0%                         | 45.2%  |
| 2006-10-30                   | 46       | 44.6%                         | 45.1%  |
| 2006-10-31                   | 47       | 43.8%                         | 43.7%  |
| 2006-11-06                   | 48       | 46.6%                         | 47.9%  |
| 2006-11-07                   | 49       | 47.2%                         | 48.3%  |
| 2006-11-13                   | 50       | 43.6%                         | 43.5%  |
| 2006-11-14                   | 51       | 48.1%                         | 49.2%  |
| 2006-11-20                   | 52       | 44.8%                         | 45.4%  |
| 2006-11-21                   | 53       | 44.0%                         | 44.5%  |
| 2006-11-27                   | 54       | 45.1%                         | 45.2%  |
| 2006-11-28                   | 55       | 44.4%                         | 44.9%  |
| 2006-12-04                   | 56       | 44.0%                         | 44.4%  |
| 2006-12-05                   | 57       | 42.9%                         | 43.2%  |
| 2006-12-11                   | 58       | 46.4%                         | 46.1%  |
| 2006-12-12                   | 59       | 41.5%                         | 42.6%  |
| 2006-12-18                   | 60       | 44.4%                         | 45.3%  |
| 2006-12-19                   | 61       | 46.6%                         | 47.1%  |
| 2007-01-01                   | 62       | 44.8%                         | 45.8%  |
| 2007-01-02                   | 63       | 45.2%                         | 45.3%  |
| 2007-01-08                   | 64       | 45.5%                         | 45.4%  |
| 2007-01-09                   | 65       | 46.8%                         | 47.1%  |
| 2007-01-15                   | 66       | 46.8%                         | 47.5%  |
| 2007-01-16                   | 67       | 47.1%                         | 47.9%  |
| 2007-01-22                   | 68       | 49.8%                         | 50.5%  |
| 2007-01-23                   | 69       | 42.0%                         | 43.6%  |
| 2007-01-29                   | 70       | 47.9%                         | 48.3%  |
| 2007-01-30                   | 71       | 50.3%                         | 51.0%  |
| 2007-02-05                   | 72       | 47.1%                         | 48.5%  |
| 2007-02-06                   | 73       | 46.0%                         | 47.2%  |
| 2007-02-12                   | 74       | 47.6%                         | 48.1%  |
| 2007-02-13                   | 75       | 47.1%                         | 47.8%  |
| 2007-02-19                   | 76       | 41.9%                         | 42.1%  |
| 2007-02-20                   | 77       | 49.7%                         | 49.9%  |
| 2007-02-26                   | 78       | 47.2%                         | 47.1%  |
| 2007-02-27                   | 79       | 50.6%                         | 50.9%  |
| 2007-03-05                   | 80       | 49.8%                         | 50.0%  |
| 2007-03-06                   | 81       | 51.9%                         | 52.7%  |
| Média                        | Média    | 40.98%                        | 41.83% |

## Prêmios e indicações
| Ano  | Prêmio                   | Categoria                                 | Trabalho nomeado             | Resultado |
| ---- | ------------------------ | ----------------------------------------- | ---------------------------- | --------- |
| 2006 | MBC Drama Awards         | Grande Prêmio (Daesang)                   | Song Il-gook                 | Venceu    |
| 2006 | MBC Drama Awards         | Prêmio de excelência superior, ator       | Jun Kwang-ryul               | Venceu    |
| 2006 | MBC Drama Awards         | Prêmio de excelência superior, ator       | Song Il-gook                 | Venceu    |
| 2006 | MBC Drama Awards         | Prêmio de excelência superior, atriz      | Han Hye-jin                  | Venceu    |
| 2006 | MBC Drama Awards         | Prêmio de excelência superior, atriz      | Oh Yeon-soo                  | Indicado  |
| 2006 | MBC Drama Awards         | Prêmio de excelência, ator                | Kim Seung-soo                | Venceu    |
| 2006 | MBC Drama Awards         | Prêmio especial, ator em drama histórico  | Heo Joon-ho                  | Venceu    |
| 2006 | MBC Drama Awards         | Prêmio especial, atriz em drama histórico | Oh Yeon-soo                  | Venceu    |
| 2006 | MBC Drama Awards         | Melhor novo ator                          | Won Ki-joon                  | Venceu    |
| 2006 | MBC Drama Awards         | Prêmio de popularidade                    | Song Il-gook                 | Indicado  |
| 2006 | MBC Drama Awards         | Prêmio de popularidade                    | Lee Gye-in                   | Indicado  |
| 2006 | MBC Drama Awards         | Diretor do ano                            | Lee Joo-hwan                 | Venceu    |
| 2006 | MBC Drama Awards         | Escritores do ano                         | Choi Wan-kyu, Jung Hyung-soo | Venceu    |
| 2006 | MBC Drama Awards         | Drama do ano                              |                              | Indicado  |
| 2007 | 43º Baeksang Arts Awards | Grande prêmio para a televisão            |                              | Venceu    |
| 2007 | 43º Baeksang Arts Awards | Melhor drama                              |                              | Indicado  |
| 2007 | 43º Baeksang Arts Awards | Melhor diretor de televisão               | Lee Joo-hwan                 | Indicado  |
| 2007 | 43º Baeksang Arts Awards | Melhor ator de televisão                  | Song Il-gook                 | Indicado  |
| 2007 | 43º Baeksang Arts Awards | Melhor atriz de televisão                 | Han Hye-jin                  | Indicado  |
| 2007 | 43º Baeksang Arts Awards | Melhor nova atriz (TV)                    | Song Ji-hyo                  | Indicado  |
| 2007 | 43º Baeksang Arts Awards | Melhor casal                              | Choi Wan-kyu, Jung Hyung-soo | Venceu    |
| 2007 | Korea Drama Awards       | Melhor drama                              |                              | Venceu    |

## Transmissão internacional
Os direitos de transmissão para Jumong foram vendidos para o Irã (Channel 3), Turquia, Romênia (TVR1), Cazaquistão, Geórgia (Imedi TV), Armênia, Japão (Fuji TV), Mongólia, Taiwan, Hong Kong, Vietnã (VTV1), Singapura (Mediacorp Channel U), Indonésia, Tailândia (Channel 3), Malásia, Brunei, Filipinas (GMA Network), Fiji (Fiji One), Curdistão iraquiano, Afeganistão, Uzbequistão, Cazaquistão, Camboja (CTN), Estados Unidos (AZN Television), Myanmar (TV Myawaddy e MRTV-4) e Sri Lanka (SLRC).
De acordo com a Reuters, os episódios mais populares de Jumong atraíram mais de 90% da audiência iraniana (em comparação com 40% na Coreia do Sul), impulsionando seu ator principal, Song Il-gook, para o status de superstar no Irã.

### Controvérsia da transmissão de Hong Kong
A Asia Television comprou os direitos de transmissão de Hong Kong; no entanto, a controvérsia em torno de sua tradução aumentou o debate sobre a independência editorial da ATV em notícias e drama. A controvérsia envolveu principalmente o corte de certos segmentos, a tradução alternativa de nomes de lugares e a alternativa da ocupação de um personagem. A mudança da palavra "nação" (em referência a Goguryeo) para "tribo" e a tradução da dinastia Han como a "dinastia celestial" gerou controvérsia sobre a independência editorial da estação. Isso está relacionado a controvérsias envolvendo os governos da China e da Coreia do Sul sobre a versão da história do Goguryeo.